# Alex Infascelli
Alex Infascelli (Roma, 9 de noviembre de 1967) es un cineasta y guionista italiano.

## Biografía
Infascelli nació en Roma, hijo del productor cinematográfico Roberto Infascelli. Inició su carrera como asistente de dirección en comerciales para televisión y videoclips. En 1994 dirigió un segmento del filme de antología DeGenerazione. En el año 2000 hizo su debut con la cinta de suspenso Almost Blue, la cual fue bien recibida por la crítica y la audiencia y le valió un Premio David de Donatello como mejor nuevo director, y galardones en otros importantes eventos.
En 2020 dirigió el documental Mi chiamo Francesco Totti, basado en la vida del futbolista e ídolo de la Associazione Sportiva Roma, Francesco Totti.

## Filmografía
- DeGenerazione (1994, segmento "Vuoto a rendere")
- Esercizi di stile (1996, segmento "Se le rose pungeranno")
- Almost Blue (2000)
- The Vanity Serum (2004)
- Hate 2 O (2006)
- Donne assassine (TV, 2008)
- Nel nome del male (TV, 2009)
- S Is for Stanley (2015)
- Mi chiamo Francesco Totti (2020)